# Caldwell Jones
Caldwell "Pops" Jones, Jr. (McGehee, Arkansas, 4 de agosto de 1950-Atlanta, Georgia, 21 de septiembre de 2014) fue un baloncestista estadounidense que disputó 17 temporadas como profesional, 3 en la ABA y otras 14 en la NBA. Con 2,11 metros de altura, jugaba en la posición de pívot.

## Biografía
Jones creció en McGehee, Arkansas. Su padre, Caldwell Jones Sr., medía 1,90, mientras que su madre, Cecilia, medía 1,80. De los siete hijos que tuvieron, la más pequeña en estatura era la única hija, Clovis, que medía 1,91. Cuatro de los hermanos Jones llegaron a jugar en la NBA: Wilbert (2,03 metros, una temporada en Indiana Pacers, otra en Buffalo Braves, además de otras 7 en diferentes equipos de la ABA, Caldwell, que jugó en 5 equipos diferentes de la NBA y en otros 3 de la ABA, Major (2,09 metros, 5 temporadas en los Houston Rockets y una en Detroit Pistons),  y Charles (2,09 metros, que jugó 15 temporadas con Philadelphia 76ers, Chicago Bulls, Washington Bullets, Pistons y Rockets). Los otros dos hermanos jugaron en ligas menores.
En las 37 temporadas acumuladas entre los hermanos Jones en la NBA, únicamente en una ocasión uno de los hermanos logró promediar más de 10 puntos por partido (Wil lo hizo en la temporada 1976-77, consiguiendo promediar 13 puntos).
Oliver Jones fue el primero de los hermanos en jugar en la Universidad de Albany State (siendo posteriormente entrenador del equipo durante 28 temporadas). Otros 5 hermanos le siguieron. Durante 18 temporadas consecutivas, un Jones ocupó el puesto de pívot de los Golden Rams. Sus padres fueron incluidos en 1994 en el Salón de la Fama de la Southern Intercollegiate Athletic Conference, a la que pertenece la Universidad de Albany State.

## Trayectoria deportiva

### Universidad
Jugó durante 4 temporadas con los Golden Rams de la Universidad de Albany State, en los que promedió 20,4 puntos y 20,2 rebotes por partido. En 1999 fue incluido en el Salón de la Fama de la universidad.

### Profesional

#### ABA
A pesar de haber sido elegido en el puesto 32 de la segunda ronda del Draft de la NBA de 1973 por Philadelphia 76ers, prefirió irse a jugar a la ABA, concretamente a los San Diego Conquistadors entrenados entonces por Wilt Chamberlain. En sus tres temporadas en la liga del balón tricolor, incluidas sus breves actuaciones con los Kentucky Colonels y los Spirits of St. Louis, promedió 15,8 puntos, con un máximo de 19,5 en la temporada 1974-75.

#### NBA
Cuando la NBA absorbió a los equipos supervivientes de la extinta ABA, en la temporada 1976-77, Jones fue a parar al equipo que lo había elegido en el draft, los Sixers. Había mucho talento en aquel equipo, por lo que su entrenador, Gene Shue decidió que los pívots deberían centrarse en jugar en defensa y en capturar rebotes, por los que los días de anotador de Jones habían pasado a la historia. El ataque era particularmente explosivo: Julius Erving (21,6 puntos por partido), George McGinnis (21,4), Doug Collins (18,3) y Lloyd B. Free (16,3) lograron que el equipo acabara la liga regular con 50 victorias y 32 derrotas, y llegando a las Finales de la NBA. Allí se encontrarían con Portland Trail Blazers, quienes acabarían ganando la liga por 4 partidos a 2. Jones promedió en su primer año 6,0 puntos y 8,1 rebotes por partido, finalizando como el sexto jugador del equipo con más minutos jugados. También terminó como quinto máximo taponador de la liga, con 200.
Los Sixers volvieron a ganar la División Atlántico en la temporada 1977-78, pero cayeron ante Washington Bullets en la final de la Conferencia Este. Jones acabó con 5,4 puntos y 7,1 rebotes por partido. Esa temporada estuvo marcada por la emergencia de Darryl Dawkins, con el cual tuvo que compartir minutos Jones las siguientes temporadas.
El equipo logró por fin alcanzar las Finales de la NBA en 1980. Erving anotó 26,9 puntos por partido, mientras Jones se convirtió en un bastión en defensa, promediando 11,9 rebotes por partido, el cuarto mejor promedio de la liga, y taponando 162 lanzamientos, séptimo de la NBA. Aunque los 76ers acabaron por detrás de los Celtics en la temporada regular, lograron llegar a la final, donde caerían ante Los Angeles Lakers en 6 partidos.
Caldwell Jones y su compañero de equipo Bobby Jones fueron elegidos en el Mejor quinteto defensivo de la liga las dos siguientes temporadas, y el equipo regresó a las finales en 1982, cayendo de nuevo ante los Lakers. Tras esa temporada, Jones fue traspasado a Houston Rockets a cambio de Moses Malone. Esa temporada, los sixers ganaron la liga.
En Houston coincidió con su hermano Major, donde jugó durante dos temporadas. En 1985 fue traspasado a Chicago Bulls, y al año siguiente a Portland Trail Blazers, donde jugó durante cuatro temporadas. Al comienzo de la temporada 1989-90, ya con 39 años, fichó por San Antonio Spurs, donde jugaría su última temporada como profesional.
Se retiró tras jugar 17 temporadas como profesional promediando 7,9 puntos y 8,2 rebotes por partido.

## Logros personales
- All Star de la ABA (1975).
- Mejor quinteto defensivo de la NBA (1981 y 1982).
- Mejor taponador de la ABA (1974 y 1975).

## Estadísticas de su carrera en la NBA
|  | Líder de la liga |

### Temporada regular
| Año      | Equipo       | PJ   | PT  | MPP  | %TC  | %3P  | %TL   | RPP  | APP | ROB | TPP  | PPP  |
| -------- | ------------ | ---- | --- | ---- | ---- | ---- | ----- | ---- | --- | --- | ---- | ---- |
| 1973-74  | San Diego    | 79   | –   | 37.1 | .465 | .250 | .743  | 13.9 | 1.8 | 0.8 | 4.0* | 15.0 |
| 1974-75  | San Diego    | 76   | –   | 39.5 | .489 | .273 | .776  | 14.1 | 2.1 | 0.8 | 3.2  | 19.5 |
| 1975-76  | San Diego    | 10   | –   | 40.7 | .431 | –    | .636  | 13.6 | 2.2 | 1.3 | 3.7  | 15.9 |
| 1975-76  | Kentucky     | 15   | –   | 30.5 | .468 | –    | .703  | 10.5 | 0.9 | 1.1 | 1.1  | 12.4 |
| 1975-76  | St. Louis    | 51   | –   | 35.5 | .482 | .000 | .802  | 11.0 | 2.2 | 1.0 | 3.2  | 12.6 |
| 1976-77  | Philadelphia | 82   | 57  | 24.7 | .507 | –    | .552  | 8.1  | 1.1 | 0.5 | 2.4  | 6.0  |
| 1977-78  | Philadelphia | 80   | 69  | 20.5 | .471 | –    | .627  | 7.1  | 1.2 | 0.3 | 1.6  | 5.4  |
| 1978-79  | Philadelphia | 78   | 75  | 27.8 | .474 | –    | .747  | 9.6  | 1.9 | 0.5 | 2.0  | 9.3  |
| 1979-80  | Philadelphia | 80   | 80  | 34.6 | .436 | .000 | .697  | 11.9 | 2.1 | 0.5 | 2.0  | 7.4  |
| 1980-81  | Philadelphia | 81   | 81  | 32.6 | .449 | –    | .817  | 10.0 | 1.5 | 0.7 | 1.7  | 7.2  |
| 1981-82  | Philadelphia | 81   | 47  | 30.2 | .497 | .000 | .817  | 8.7  | 1.2 | 0.5 | 1.8  | 7.9  |
| 1982-83  | Houston      | 82   | 82  | 29.8 | .453 | .000 | .786  | 8.1  | 1.7 | 0.6 | 1.6  | 9.5  |
| 1983-84  | Philadelphia | 81   | 73  | 30.9 | .502 | .333 | .837  | 7.2  | 1.9 | 0.6 | 1.0  | 9.9  |
| 1984-85  | Chicago      | 42   | 32  | 21.1 | .461 | .000 | .766  | 5.0  | 0.8 | 0.3 | 0.7  | 3.4  |
| 1985-86  | Portland     | 80   | 19  | 18.0 | .496 | .000 | .827  | 4.4  | 0.9 | 0.5 | 0.8  | 4.7  |
| 1986-87  | Portland     | 78   | 37  | 20.2 | .496 | .000 | .782  | 5.8  | 0.8 | 0.3 | 1.0  | 4.1  |
| 1987-88  | Portland     | 79   | 77  | 22.5 | .487 | .000 | .736  | 5.2  | 1.0 | 0.4 | 1.3  | 4.2  |
| 1988-89  | Portland     | 72   | 40  | 17.8 | .421 | .000 | .787  | 4.2  | 0.8 | 0.3 | 1.2  | 2.8  |
| 1989-90  | San Antonio  | 72   | 2   | 12.3 | .465 | .200 | .704  | 3.2  | 0.3 | 0.3 | 0.4  | 2.4  |
| Total    | Total        | 1299 | 771 | 27.0 | .474 | .192 | .756  | 8.2  | 1.4 | 0.5 | 1.8  | 7.9  |
| All-Star | All-Star     | 1    | −   | 15.0 | .500 | −    | 1.000 | 4.0  | 0.0 | −   | −    | 5.0  |

### Playoffs
| Año   | Equipo       | PJ  | PT | MPP  | %TC  | %3P  | %TL  | RPP  | APP | ROB | TPP | PPP  |
| ----- | ------------ | --- | -- | ---- | ---- | ---- | ---- | ---- | --- | --- | --- | ---- |
| 1974  | San Diego    | 6   | –  | 46.2 | .409 | –    | .688 | 15.7 | 2.5 | 1.0 | 2.3 | 13.8 |
| 1977  | Philadelphia | 19  | –  | 27.0 | .507 | –    | .600 | 7.9  | 1.1 | 0.5 | 2.1 | 4.8  |
| 1978  | Philadelphia | 10  | –  | 30.1 | .500 | –    | .800 | 10.6 | 1.4 | 0.5 | 3.0 | 6.4  |
| 1979  | Philadelphia | 9   | –  | 35.6 | .483 | –    | .778 | 13.4 | 1.9 | 0.4 | 2.4 | 12.7 |
| 1980  | Philadelphia | 18  | –  | 35.5 | .450 | .000 | .808 | 9.7  | 1.9 | 0.7 | 2.1 | 8.8  |
| 1981  | Philadelphia | 16  | –  | 36.3 | .568 | –    | .738 | 9.7  | 1.7 | 0.4 | 1.9 | 8.7  |
| 1982  | Philadelphia | 21  | –  | 32.3 | .463 | –    | .854 | 9.0  | 0.9 | 0.5 | 1.9 | 8.7  |
| 1985  | Chicago      | 2   | 0  | 9.0  | .833 | .000 | –    | 2.5  | 0.0 | 0.0 | 0.5 | 5.0  |
| 1986  | Portland     | 4   | 0  | 18.3 | .353 | –    | .500 | 4.8  | 0.8 | 0.0 | 0.5 | 3.5  |
| 1987  | Portland     | 4   | 4  | 32.3 | .417 | –    | .833 | 7.8  | 1.5 | 0.0 | 1.5 | 3.8  |
| 1988  | Portland     | 4   | 4  | 24.5 | .375 | –    | .500 | 4.3  | 0.3 | 0.5 | 2.0 | 3.3  |
| 1989  | Portland     | 3   | 1  | 16.7 | .667 | –    | –    | 2.7  | 0.0 | 0.0 | 1.0 | 1.3  |
| 1990  | San Antonio  | 9   | 0  | 7.3  | .444 | –    | .000 | 1.4  | 0.2 | 0.0 | 0.3 | 0.9  |
| Total | Total        | 125 | 30 | 29.9 | .475 | .000 | .754 | 8.7  | 1.3 | 0.5 | 1.9 | 7.2  |